# Open Sud de France 2019
Open Sud de France 2019 — тенісний турнір, що проходив на кортах з твердим покриттям у місті Монпельє, Франція з 4 лютого. Належав до категорії ATP Tour 250.

## Фінальна частина

### Одиночний розряд
Жо-Вілфрід Тсонга —  П'єр-Юг Ербер 6–4, 6–2

### Парний розряд
Іван Додіг /  Едуар Роже-Васслен —  Бенжамен Бонзі /  Антуан Оан 6–4, 6–3